# In-Grid
In-Grid, pseudonimo di Ingrid Alberini (Guastalla, 11 settembre 1973), è una cantante italiana di dance music.
È interprete di un repertorio che comprende anche alcuni classici della canzone francese (canta infatti prevalentemente in lingua francese).

## Biografia
Molto popolare nell'Europa dell'est, ha debuttato nel mercato discografico nel 2002 con il singolo Tu es foutu prodotta da Larry Pignagnoli e Marco Soncini, che ha riscosso un gran successo in tutta Europa e di cui è stata realizzata una versione in lingua inglese, You Promised Me. In seguito è stato pubblicato, dalle etichette discografiche EMI e ZYX l'album di debutto della cantante, Rendez-Vous, che conteneva anche i singoli In-tango, Shock e Ah l'amour l'amour.
Successivamente, nel 2004, è stato pubblicato, dalla CNR, l'album di cover di noti brani francesi La Vie en rose, che conteneva reinterpretazioni di celebri canzoni come Milord di Édith Piaf, Non, je ne regrette rien e la stessa La Vie en rose.
L'anno successivo è stato pubblicato dalla ZYX il secondo album di inediti, Voilà!, contenente undici pezzi in lingua francese e promosso dai singoli Mama mia e Oui.
Successivamente sono stati pubblicati alcuni singoli, non inclusi in alcun album; I Was a Ye-Ye Girl, interpretata con i Doing Time, I Love e Tentaçion a l'hombre.
Nel 2009 ha pubblicato il suo quarto album Passion, che include i singoli La dragueur e Les fous. Del 2010 è invece l'album Lounge Musique, seguito negli anni seguenti da altri singoli dance.

## Discografia

### Album
- 2003 - Rendez-Vous
- 2004 - La Vie en rose
- 2005 - Voilà!
- 2009 - Passion
- 2010 - Lounge Musique

### Singoli
- 2002 - Tu es foutu (tu m'as promis)
- 2003 - Shock
- 2003 - In-Tango
- 2004 - Ah l'amour l'amour
- 2005 - Pochill - Tu Es Là?
- 2005 - Mama mia
- 2006 - Oui
- 2006 - I Was a Ye-Ye Girl (con i Doing Time)
- 2008 - I Love
- 2009 - Le dragueur
- 2010 - Les fous
- 2010 - Vive le Swing
- 2011 - Avec Toi (con Zoe Tiganouria)
- 2012 - Padaet Sneg (con Zhanna Friske)
- 2012 - Sweet Fairy Love (con Lineki & Bern)
- 2012 - La Trompette (con Gary Caos & Rico Bernasconi)
- 2014 - J'Adore Marco Lo Russo aka Rouge feat In-Grid
- 2015 - Kiki swing
- 2016 - Chico gitano
- 2017 - Sois Italien Dimi-nuendo feat. In-Grid
- 2019 - Mon Amour (con Lolita)
- 2020 - Be Italian (Step on the virus)